# Alexandre d'Aubremé
 (septembre 2014).
Alexandre Charles Joseph Ghislain d'Aubremé, né à Bruxelles où il fut baptisé le 17 juin 1776 et décédé à Aix-la-Chapelle le 13 février 1835, est un militaire et homme politique du royaume uni des Pays-Bas puis du royaume de Belgique.
Il avait d'abord été nommé colonel au service de Napoléon en 1813 et fut blessé en octobre 1813 à la bataille de Lützen.
À Waterloo il combattit dans le camp belgo-hollandais, comme commandant de la 2e brigade de la 3e division néerlandaise du Ier corps commandé par le prince d'Orange.
Il devint lors du royaume uni des Pays-Bas ministre de la guerre du 1er mars 1819 au 2 juillet 1826.
Il était franc-maçon membre de la loge Les vrais amis de l'union et du progrès réunis à Bruxelles.